# Human Race
„Human Race“ (so češtiny přeloženo jako Lidská rasa nebo Lidstvo) je píseň norské zpěvačky Margaret Berger.
Je obsažena na zatím posledním albu New Religion (2014). Singl byl vydán 6. září 2013 pod vydavatelstvím Macho Records. Autory písně jsou Margaret Berger, Robin Lynch a Nicklas Olovsson. Stylem se řadí do Synthpopu a synth rocku.

## Seznam skladeb
| Pořadí | Název      | Autor                                          | Délka |
| ------ | ---------- | ---------------------------------------------- | ----- |
| 1.     | Human Race | Margaret Berger, Robin Lynch, Nicklas Olovsson | 3:21  |